# 美丽对囊蕨
美丽对囊蕨（学名：Deparia concinna）也称美丽假蹄盖蕨，为蹄盖蕨科对囊蕨属下的一个植物种。